# Корзуны (Червенский район)
Корзуны (бел. Карзуны) — деревня в Червенском районе Минской области. Входит в состав Смиловичского сельсовета.

## Географическое положение
Находится примерно в 29 километрах к западу от райцентра, в 33 км от Минска, в 22 км от железнодорожной станции Руденск линии Минск-Осиповичи к югу от автодороги Минск—Могилёв, к западу от посёлка Смиловичи, на реке Волма.

## История
Населённый пункт известен с начала XVIII века. На 1714 год деревня, принадлежавшая К. Завише, где было 4 двора. После II раздела Речи Посполитой 1793 года вошла в состав Российской империи На 1800 год деревня принадлежала судье С. Монюшко и входила в состав Игуменского уезда Минской губернии, здесь было 19 дворов и 113 жителей. В середине XIX века относилась к имению Смиловичи. На 1848 год насчитывался 21 двор, на 1858 год проживали 253 человека, в то время деревня принадлежала П. и Э. Монюшко. Согласно переписи населения Российской империи 1897 года входила в Смиловичскую волость, здесь было 80 дворов, проживали 508 человек, работал хлебозапасный магазин. На начало XX века 88 дворов и 500 жителей. К 1917 году число дворов возросло до 102, население составило 610 человек.  В ноябре 1917 года на этой территории установилась советская власть. С февраля по декабрь 1918 года деревня была оккупирована немцами, с августа 1919 по июль 1920 — поляками. В 1921 году в Корзунах открыта рабочая школа 1-й ступени, в 1925 году для неё построено деревянное здание. 20 августа 1924 года деревня стала центром вновь образованного Корзуновского сельсовета Смиловичского района Минского округа (с 20 февраля 1938 — Минской области). 18 января 1931 года передана в Пуховичский район, 12 февраля 1935 года — в Руденский район. Согласно Переписи населения СССР 1926 года в деревне было 113 дворов, проживали 605 человек, в школе насчитывалось 104 ученика (57 мальчиков и 47 девочек), работали два учителя, при школе была небольшая библиотека. Во время Великой Отечественной войны деревня была оккупирована немцами в конце июня 1941 года. 30 сельчан не вернулись с фронта. Освобождена в начале июля 1944 года. В 1954 году Корзуновский сельсовет был упразднён, и деревня вошла в Смиловичский сельсовет. 20 января 1960 года деревня была передана в Червенский район, тогда там насчитывалось 717 жителей. В 1980-е годы деревня относилась к совхозу «Заветы Ильича». По итогам переписи населения Белоруссии 1997 года здесь насчитывалось 155 домов и 416 жителей, в то время там функционировали животноводческая ферма, начальная школа, магазин. На 2013 год 132 жилых дома, 374 жителя, работает магазин, развито частное предпринимательство.

## Население
- 1800 — 19 дворов, 113 жителей
- 1848 — 21 двор
- 1858 — 253 жителя
- 1897 — 80 дворов, 508 жителей
- начало XX века — 88 дворов, 500 жителей
- 1917 — 102 двора, 608 жителей
- 1926 — 113 дворов, 605 жителей
- 1960 — 717 жителей
- 1997 — 155 дворов, 416 жителей
- 2013 — 132 двора, 374 жителя

## Известные уроженцы
- Стефан (Корзун) — архиепископ Пинский и Лунинецкий.